# Kärven (Kulltorps socken, Småland)
Kärven är en sjö i Gnosjö kommun i Småland och ingår i Nissans huvudavrinningsområde. Sjön har en area på 0,193 kvadratkilometer och ligger 162 meter över havet. Sjön avvattnas av vattendraget Kroksjöbäcken.

## Delavrinningsområde
Kärven ingår i det delavrinningsområde (635236-137483) som SMHI kallar för Mynnar i Hären. Medelhöjden är 181 meter över havet och ytan är 8,27 kvadratkilometer. Det finns inga delavrinningsområden uppströms utan avrinningsområdet är högsta punkten. Kroksjöbäcken som avvattnar avrinningsområdet har biflödesordning 3, vilket innebär att vattnet flödar genom totalt 3 vattendrag innan det når havet efter 129 kilometer. Delavrinningsområdet består mestadels av skog (88 procent). Avrinningsområdet har 0,42 kvadratkilometer vattenytor vilket ger det en sjöprocent på 5,1 procent.